# District de Rupnagar
Le district de Rupnagar est un des 22 districts de l'État indien du Pendjab.

## Démographie
En 2011, la population du district s'élevait à 1 110 000 habitants.